# Нуклеарна електрана Бохуњице
Нуклеарна електрана Бохуњице (слч. Atómové elektrárne Bohunice, скр. EBO) је комплекс који се састоји практично од три нуклеарне електране постављене на једној локацији. Налази се на 2.5 km од места Јасловске Бохуњице у Трнавском крају на западу Словачке. (48° 29′ 40″ N 17° 40′ 55″ E / 48.49444° С; 17.68194° И). Пројекат је започет 1. августа 1958. а изградња је завршена 25. децембра 1972.
Три дела су означена са А1 (један нуклеарни реактор), В1 (два реактора) и В2 са такође два реактора, значи пет реактора у једној електрани.
Први реактор на територији тадашње Чехословачке је означен са А1 и представља први реактор са модератором тешком водом где је хлађење реализовано помоћу угљен диоксида. Реактор је означен као КС-150, његова градња је завршена у августу 1958. године. Прикључење на мрежу у циљу производње електричне енергије је спроведено 1972. године. Реактор је трајно угашен након нуклеарне хаварије на реактору А1, маја 1977. године. Опасност хаварије процењена је на 4 од 7 на међународној скали за нуклеарне догађаје. А1 је тренутно у процесу гашења.
На територији електране В1 се налазе два реактора типа ВВЕР-440/230. Њихова изградња почела је августа 1972. године а на мрежу су прикључени 1980. и 1981. године. Први реактор је трајно угашен 31. децембра 2006. године а други реактор 31. децембра 2008. године. Гашење ова два реактора био је услов уласка Словачке у Европску унију 2004. године. Почетком 2009. током гасне кризе у Европи, премијер Словачке Роберт Фицо запретио је да ће Словачка поново покренути искључени други реактор уколико се снабдевање гасом не обнови јер би у супротном могло да дође и до нестанка електричне енергије.
На територији електране В2 такође постоје два реактора али типа ВВЕР-440/213. Њихова изградња почела је 1976. године. У електричној мрежи су нашли комерцијалну употребу од 1985. године. Ова два реактора би требало да раде до 2015. године.
Годишње НЕ Бохуњице произведе око 12.000 GWh. Поделектрана В2 се користи за сапроизводњу топлоте која се допрема у град Трнава. Поред тога грејна линија се рачва и у градове Љеополдов и Хлоховец.